# Viréo aux yeux blancs
Vireo griseus
Espèce
Statut de conservation UICN

 LC  : Préoccupation mineure
Le Viréo aux yeux blancs (Vireo griseus) est une espèce de petit passereau de la famille des Vireonidae.

## Description
Le Viréo aux yeux blancs mesure entre 13 et 15 cm de longueur. Sa tête et son dos sont d'un gris olive, les parties inférieures sont blanches tandis que les flancs sont jaunes. Les ailes et la queue sont sombres et il y a deux barres alaires blanches sur chaque aile. Les yeux ont des iris blancs tandis que les lores et les anneaux oculaires sont jaunes. Les sexes sont semblables.

## Répartition
Ce viréo niche au sud-est des États-Unis, du New Jersey au nord jusqu'au Texas et à la Floride au sud. Il se retrouve également dans l'est du Mexique, au nord de l'Amérique centrale, à Cuba et aux Bahamas. Les populations de la Côte du Golfe et celles plus au sud sont résidentes, mais la plupart des individus en Amérique du Nord migrent vers le sud en hiver.

## Habitat
Cette espèce fréquente les arbustes dans les champs et les pâturages abandonnés.

## Alimentation
Pendant la période de nidification, le Viréo aux yeux blancs se nourrit presque exclusivement d'insectes, surtout des chenilles. En automne et en hiver, il ajoute des baies à son régime alimentaire.

## Nidification
Le nid est une coupe et son intérieur est recouvert d'herbes. Il est attaché à la fourche d'une branche d'arbre à l'aide de toiles d'araignée. La femelle pond de 3 à 5 œufs blancs tachetés de brun. Les œufs sont incubés par les deux sexes pendant 12-16 jours. Les jeunes quittent le nid environ 10 jours après l'éclosion.

## Sous-espèces
Cinq sous-espèces sont reconnues pour le Viréo aux yeux blancs. La répartition géographique des sous-espèces n'est pas encore totalement établie :
- V. g. noveboracensis : sous-espèce du nord, elle occupe la plupart de l'aire de répartition de l'espèce et est migratrice, cette sous-espèce est plus grande que les autres et son plumage est plus coloré ;
- V. g. griseus : sous-espèce résidente du sud-est des plaines côtières, elle est légèrement plus petite et plus terne que V. g. noveboracensis, les individus ne migrent généralement pas ;
- V. g. maynardi : sous-espèce résidente des Keys de la Floride,  les parties supérieures sont plus grises et les parties inférieures plus blanches ;
- V. g. micrus : sous-espèce du sud du Texas ressemblant à un petit V. g. maynardi ;
- V. g. bermudianus : endémique aux Bermudes, cette sous-espèce rare a les ailes plus courtes et un plumage plus terne.